# Sarah Drake

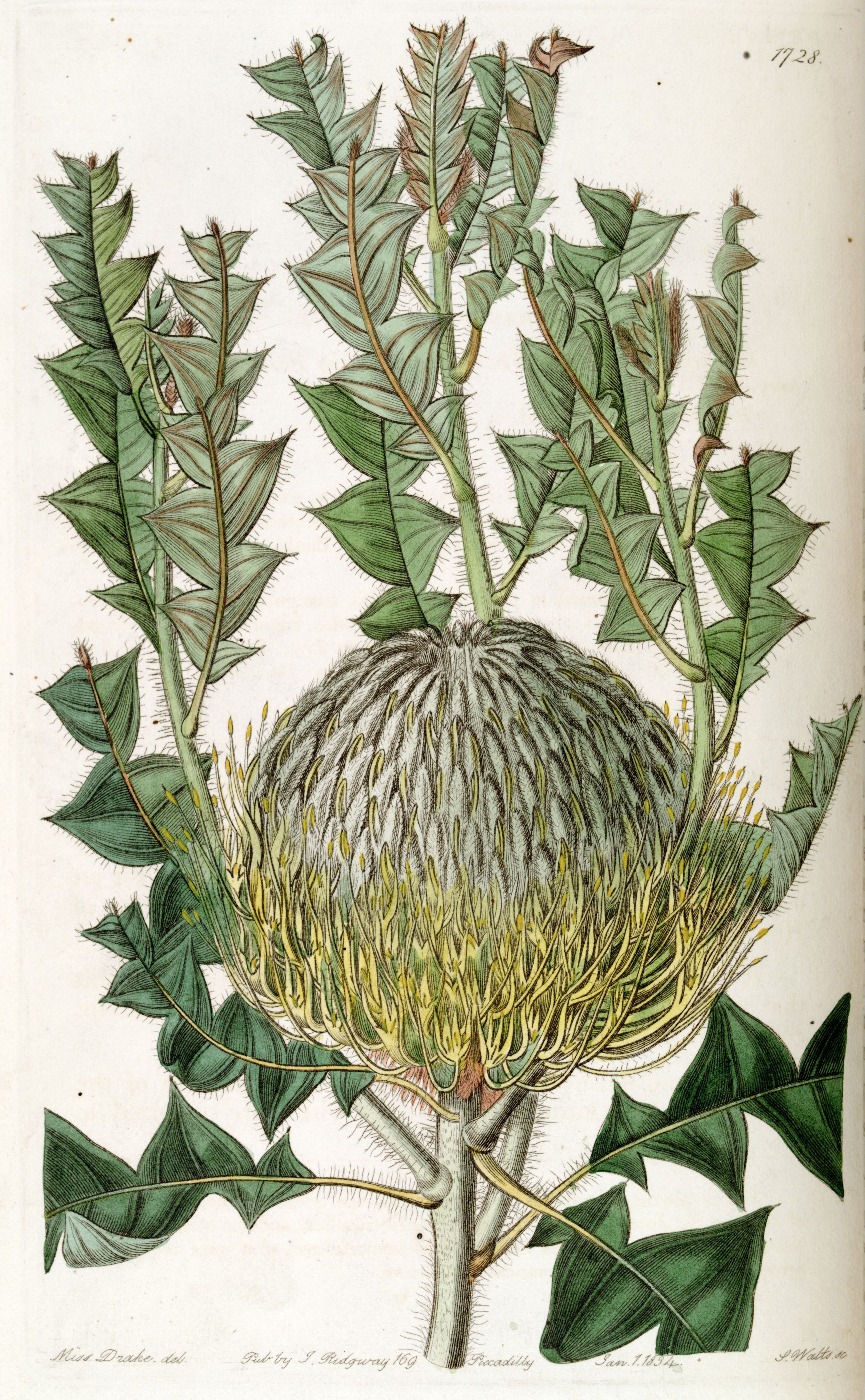
Plancha de 1726, : Edwards's Botanical Register, v. 20, firmada "Miss Drake"

Sarah Ann Drake (Skeyton, Norfolk, 24 de julio de 1803 – 9 de julio de 1857) fue una ilustradora botánica inglesa que trabajó con John Lindley y colaboró, entre otros, con los ilustradores Augusta Innes Withers y Nathaniel Wallich.

## Biografía
Nació en Skeyton, la misma zona del condado de Norfolk que el botánico de la universidad de Londres John Lindley, y fue a la escuela con su hermana Anne. De joven estuvo en París, donde se supone que estudió dibujo y pintura. En 1830, "Ducky", como se la conocía, se trasladó a vivir a casa de Lindley, en Acton Green, un barrio de Londres. Allí se convirtió en institutriz de los tres niños, puesto que mantuvo durante los dieciséis años que vivió con la familia. Debido a que las muchas responsabilidades de Lindley le impedían realizar él mismo los dibujos, empezó a enseñar a Drake el arte de la ilustración. El primero de sus dibujos  apareció en Plantae Asiaticae Rariores, de Nathaniel Wallich (1830-32). Ilustró también las obras: Sertum Orchidaceum - A Wreath of the Most Beautiful Orchidaceous Flowers (1838) —la mayor parte de los dibujos originales para la obra se conservan en Kew Gardens —, Illustrations of the Botany and other branches of the Natural History of the Himalayan Mountains (1833 - 1939), The Botany of the Voyage of H.M.S. Sulphur de George Bentham. Sus trabajos para Lindley se publicaron en la revista hortícola Edward's Botanical Register, que editó de 1829 a 1847 y en Ladies' Botany. 
Para James Bateman ilustró el mayor trabajo litográfico de aquellos tiempos: Orchidaceae of Mexico and Guatemala (1837-1843). 
En reconocimiento a la colaboración para su obra, Lindley nombró un género de orquídeas en su honor: Drakea. 
A pesar de los pocos años que ejerció su actividad como ilustradora, de 1830 a 1847, Drake fue una prolífica artista. Solo para la revista Botanical Register creó más de 1000 ilustraciones.
En 1847 regresó a Norfolk, posiblemente para cuidar a la esposa de su tío Daniel Drake, que tenía 84 años. En 1852 se casó con John Sutton Hastings, un acaudalado granjero de Longham. Falleció en 1857, probablemente de diabetes, aunque se ha especulado que pudo haber sufrido un envenenamiento por acumulación de venenos presentes en los materiales de pintura.

## Honores
Epónimos
John Lindley nombró el género de orquídeas Drakea Endl. de Australia Occidental en su honor en 1840.